# 林維新

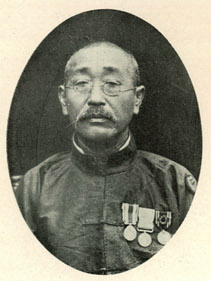
林維新

林維新（1861年—？），一名萬有，宜蘭頭圍人，清代秀才、塾師，曾率軍抗日，後歸順臺灣總督府，以開發叭哩沙致富，成為與日方友好的仕紳。

## 生平
清光緒19年（1893）通過院試，在福州等待秋闈。
明治28年（1895）返台，日軍入台之際並未起事，後因遭誣陷通匪而躲避山林。
明治29年（1896）1月1日，與林李成等人共謀舉事，林維新率軍圍攻宜蘭城，史稱「元旦事件」。
明治29年（1896）11月23日，林維新率其部下林榮於宜蘭憲兵屯所歸順日方。
明治30年（1897）4月，因在領取歸順證明時受日警羞辱，憤而逃往廈門，並接濟仍在臺灣的「土匪」。
明治32年（1899）返台，再度請降，前往開發叭哩沙。
明治33年（1900）任宜蘭廳囑託。
明治37年（1904）任通譯、宜蘭公學校教師。
明治38年（1905）領受紳章。
明治41年（1905）任叭哩沙庄長。
明治43年（1910）任叭哩沙區長。
大正4年（1915）領受欽定藍綬褒章。

## 抗日
《忠誠和反逆之間》引述宜蘭耆老黃益成的口述：「他們（指有前程有功名和仕紳之輩）的前程頓時化為烏有，而且朝不保夕，他們沒有新的資訊，對未來充滿茫茫不安，於是有人逃出城外，籌組「義軍」抗日矣。」，認為林維新也屬於這群人，因而起事。

## 開發叭哩沙
林維新在歸順日方後，受日方支持，前往叭哩沙（今宜蘭縣三星鄉）開發，並藉經營農、林、礦業致富。《臺灣列紳傳》記載其當時（1916）資產達30000圓，並稱林維新：「篤志於地方產業振興，開墾荒蕪，招來農戶，設埤圳，便灌溉，山林經濟，此中最佳。」

## 評價
《臺灣列紳傳》稱其：「資性仁明謙恕，神品溫秀，學識該博，屬辭亦精妙，夙馳名於騷壇。」